# النعم ميارة
النعم ميارة هو سياسي مغربي، ويشغل منصب رئيس مجلس المستشارين منذ 9 أكتوبر 2021.

## مسيرته
تابع دراسته الإبتدائية والثانوية بمدينة طانطان إلى أن حصل على البكالوريا بها. وهو خريج معهد الحسن الثاني للزراعة والبيطرة في هندسة الحدائق، إلتحق النعم ميارة بسلك الوظيفة العمومية سنة 1991 كرئيس مصلحة المناطق الخضراء بالجماعة الحضرية إلى غاية 2009.
وإنتخب سنة 1996 كاتبا إقليميا للجامعة الوطنية لموظفي وأعوان الجماعات المحلية بإقليم العيون التابع للإتحاد العام للشغالين وهو التنظيم النقابي الذي إنتخب بإسمه عضوا بمجلس جهة العيون بوجدور الساقية الحمراء سنة 1997 إلى غاية سنة 2015 تولى من خلالها منصب نائب الرئيس ومقررا لميزانية المجلس.
تقلد عدة مهام نقابية ضمن صفوف الذراع النقابي لحزب الاستقلال حيث تدرج في هياكله بدأ بالمكتب الإقليمي للعيون وصولا إلى المكتب التنفيذي للإتحاد العام للشغالين بالمغرب الذي إنتخب به سنة 2009 في المؤتمر العام الوطني المنعقد بالرباط، ومن ثم عضوا باللجنة الدائمة التي تم إنتخابه بها في المؤتمر الوطني سنة 2014 المنعقد ببوزنيقة.

## لقاءاته
في يوم 29 أبريل 2024، استقبل رئيس مجلس المستشارين النعم ميارة بالرباط، رئيس الجمعية البرلمانية لمجلس أوروبا السيد Theodoros Rousopoulos ثيودوروس روسوبولوس؛ على هامش المشاركة في مناظرة نظمها البرلمان المغربي والجمعية البرلمانية لمجلس أوربا بمناسبة اختتام مشروع دعم تطوير دور البرلمان في ترسيخ الديمقراطية في المغرب 2020-2024، حيث تم التأكيد على الرغبة المشتركة في إعطاء دينامية جديدة للعلاقات الثنائية وتعزيز التنسيق وتبادل الرؤى والتجارب لاسيما ما يهم مسلسل الإصلاحات السياسية والدستورية والاقتصادية والاجتماعية للبلدين.